# Ochosi

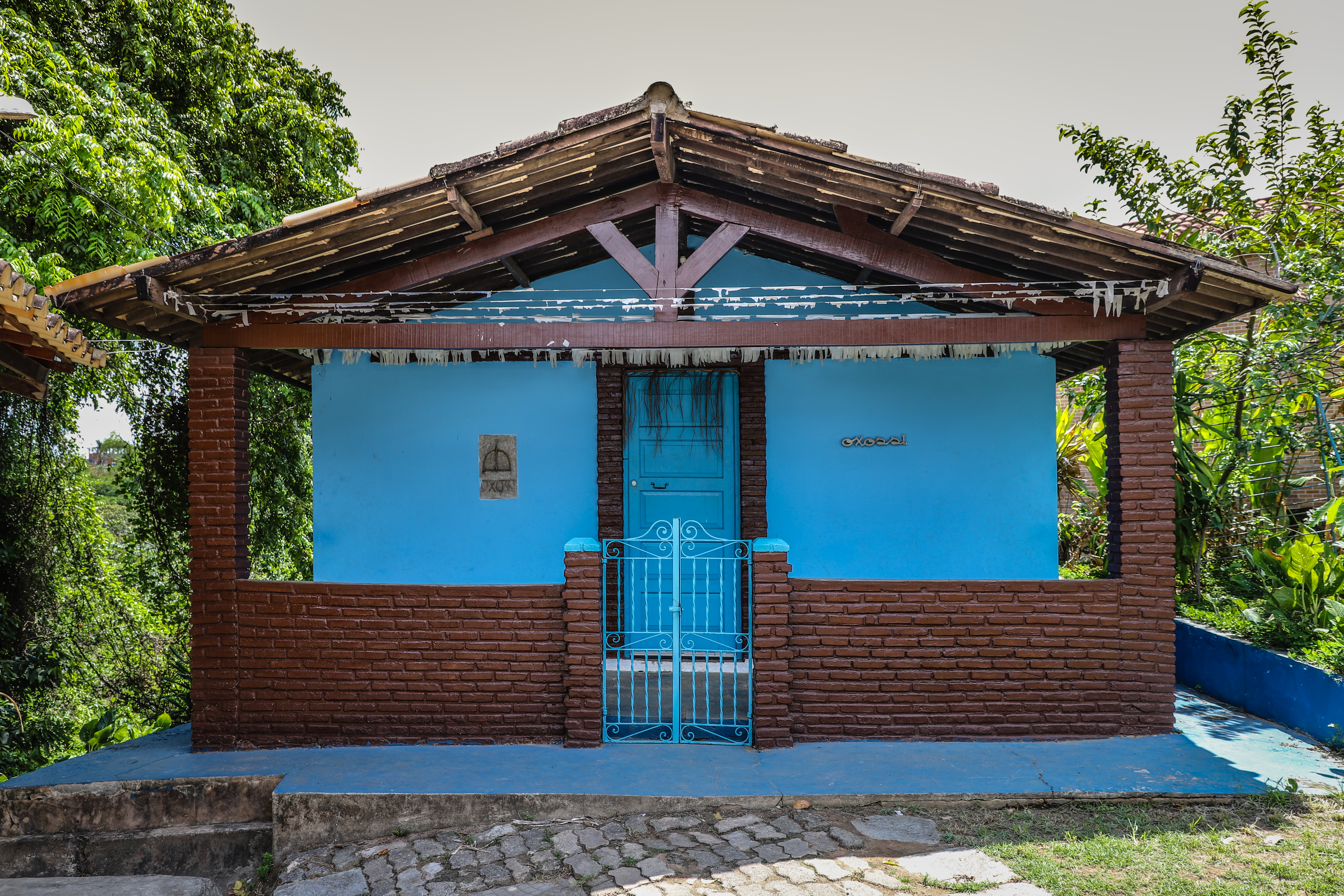
Casa di Oxossi

Oxossi (o Oshosi) è un orixá della Santeria cubana. Rappresenta il cacciatore infallibile e va a caccia insieme a Ogun poiché Olofin e Obatalà possano nutrirsi della loro cacciagione; è l'unico Orisha che sia, nel contempo, anche stregone.
Nella danza lo si rappresenta in abiti lilla o violetti con copricapo e borsa tigrati e si esprime mimando le mosse della caccia, ad esempio scoccando una freccia dal proprio arco.
Sacrifici a lui particolarmente graditi sono gli uccelli cacciati, ma anche cervo, galli, polli, jutia, colombi e capre.
È stato trasposto nella religione cattolica con San Norberto o Sant'Alberto. La sua ricorrenza è il 3 novembre, ma viene festeggiato il 6 giugno.
Per la religione Umbanda, Oxossi è l'equivalente di S.Sebastiano.